# 10 000-timmarsregeln
10 000-timmarsregeln (tiotusentimmarsregeln) är ett uttryck myntat av Malcolm Gladwell baserat på forskning av K. Anders Ericsson. Enligt Gladwell innebär 10 000-timmarsregeln att vem som helst kan bli expert på vad som helst med 10 000 timmars övning.
Uttrycket har inspirerat ett flertal verkliga personer, däribland Dan McLaughlin, vars projekt The Dan Plan väckt stor uppmärksamhet. McLaughlin försöker gå från att aldrig ha svingat en klubba till att bli golfexpert med 10 000 timmars övning. Det har dessutom inspirerat filmen 10 000 timmar, där den 30-åriga huvudpersonen säger upp sig från sitt jobb för att försöka bli fotbollsproffs genom 10 000 timmars träning.
Ericsson har i sin forskning funnit belägg för att medfödd talang har en försumbar påverkan på en utövares skicklighet inom alla tänkbara områden och att det enda som spelar roll i sammanhanget är att öva på rätt sätt. Han reserverar dock för att 10 000 är en godtycklig siffra. Nycklarna för att lyckas bli expert är enligt Ericsson målmedveten övning, mentala representationer och handledd övning. Ericsson definierar dessa begrepp i Peak -- Vetenskapen om att bli bättre på nästan allt. Dessa metoder beskrivs också av Geoff Colvin i Talent Is Overrated: What Really Separates World-Class Performers from Everyone Else. Regeln har debatterats i Sverige, där författaren Kajsa Ekis Ekman menar att ”efter tio tusen timmar kommer man att vara så bra att man uppnår det flyt som krävs för att börja skapa något nytt” och att barn födda olika tider på året får olika chanser: ”Bara en sån sak som att dela in hockeylag i ’vår 03’ och ’höst 03’ skulle göra att alla som är födda på hösten ges samma chans.”

## Målmedveten övning
Anders Ericsson skiljer målmedveten övning från naiv övning. Naiv övning innebär att man försöker bli bättre på något enbart genom oreflekterad repetition. Målmedveten övning däremot måste ske enligt vissa riktlinjer.
Det första som krävs för att övning ska kunna räknas som målmedveten är att varje övningstillfälle har väldefinierade, specifika mål. Ett väldefinierat mål för övningssessionen är viktigt för att bedöma huruvida man åstadkommit något under sessionen eller inte. Ju bättre definierat målet är, desto lättare är det att nå - ett vagt definierat mål ger ingen tydlig fingervisning om hur man bör uppnå det, medan ett väldefinierat mål hjälper en att hitta vad det är man gör fel, vilket hjälper en att åtgärda felet och nå målet. 
Den andra ingrediensen för att målmedveten övning ska lyckas är kvalificerad återkoppling. För att kunna rätta till ett fel måste man själv vara medveten om vad det är för fel man gör, något som är särskilt svårt för nybörjare att få syn på. Kvalificerad återkoppling får man enklast genom handledd övning, alltså privata sessioner med en lärare eller coach som kan peka ut felstegen i realtid. Utövare som lärt sig förbättras genom målmedveten övning kan ofta se sina egna fel och problemområden, de har alltså vant sig att utvärdera sin egen utveckling och ge sig själva feedback. 
En annan central komponent i målmedveten övning är fokus. Utan att ägna uppgiften sitt hela engagemang är det svårt att förbättras. Optimalt är om övningen ligger precis på gränsen till för svår, så att man tvingas pusha sig själv utanför sin bekvämlighetszon. För att behålla fokus och engagemang är det viktigt att utövaren själv vill förbättras och har positiva känslomässiga kopplingar till att lyckas.  

## Mentala representationer
En viktig förmåga hos mästare och experter från alla områden är förmågan att skapa 'mentala representationer'. Detta innebär ungefär förmågan att kunna föreställa sig en verklighetstrogen bild av en situation inom det aktuella området och använda denna mentala bild för att fatta beslut. Ericsson ger specialistområdet schack som exempel, där det enda sättet att förbättra sitt schackspelande som bevisligen fungerar är att läsa transkriptioner av gamla matcher och försöka förutse vilket drag som är det bästa i varje situation. Ett annat exempel är golfspelaren som kan se framför sig vilken bana bollen måste ta för att nå fram till hålet, och utifrån det göra en bedömning av hur slagen måste slås för att bollen ska följa banan.
Mentala representationer är alltså ett kontextbaserat sätt att koda in information i hjärnan. Att kunna sätta saker och ting i kontext är mycket viktigt för att minnas dem och kunna analysera dem. Ericsson ger exemplet med schackmästare, vilka är mycket duktiga på att komma ihåg hur schackpjäser står i förhållande till varandra och utifrån detta bedöma vilket drag som är det bästa att göra härnäst - så länge pjäserna är uppställda på ett sätt som är möjligt i en pågående match. Ställs pjäserna däremot upp i ett slumpmässigt mönster som inte förhåller sig till spelets regler, så sjunker mästarnas förmåga att minnas pjäsernas position till samma nivå som en nybörjare. Alltså, ju mer en utövare lär sig att se potentiella felsteg inom det egna området desto bättre mentala representationer kommer denne kunna skapa, vilket leder till en bättre beslutsfattningsförmåga.

## Handledd övning
Handledd övning innebär att man övar enskilt tillsammans med en lärare eller coach. Denne kan då se till att utövaren får övningsuppgifter som är precis tillräckligt svåra, så att utövaren alltid tvingas utanför sin bekvämlighetszon, samt definiera konkreta mål för utövaren att nå till nästa tillfälle. Enskild tid med en kvalificerad handledare är det bästa sättet att få omedelbar feedback, handledaren kan alltså peka ut precis vad man gör fel innan man hunnit göra felet till en omedveten vana. Den känslomässiga motivation som krävs för att utövaren ska behålla fokus kommer dessutom ofta från handledaren.

## Problem med 10 000-timmarsregeln
K. Anders Ericsson hävdar att 10 000-timmarsregeln är en grov förenkling. Först och främst gör inte regeln tydligt att det måste röra sig om målmedveten övning och handledd övning för att utövaren ska förbättras i maximal takt. Dessutom är 10 000 inget magiskt nummer - för att man ska räknas som expert inom vissa områden krävs det snarare 20 000 timmars övning. Många experter, särskilt de som räknas till världseliten inom sitt ämne, övar hela sina karriärer och fortsätter se utveckling. Vidare finns det utomstående faktorer, som tur och kontakter, som avgör vem som blir världselit. 
Att vem som helst kan bli expert på vad som helst är även detta en förenkling. Den största faktorn här är att det inte går att påskynda inlärningsprocessen, alltså kommer de utövare som började som barn alltid att ligga på en högre nivå. Detta leder till en hårdare konkurrens om vilka som i vuxen ålder kan räknas som expert eller elit. Det finns dessutom fysiologiska orsaker till att vissa har lättare att bli experter inom vissa områden än andra, nämligen ålder och längd. Till exempel är det en klar fördel för gymnaster att vara små till växten, något som inte kan påverkas genom övning eller andra yttre faktorer.
Jacob Gudiol hävdar i “Myten om 10 000-timmarsregeln” att 10 000-timmarsregeln inte stämmer, dessutom att det är direkt skadligt för föräldrar att försöka applicera den på sina barn. Han pekar på Erikssons originalstudie och menar att medelvärdet 10 000 timmar är just ett medelvärde, som inte tar med variationerna mellan individuella experter i beräkningen. Därtill skriver han att föräldrar stressas av dessa rön och att de, för att barnen ska hinna få in 10 000 timmar i tid, pressar sina barn att börja med fokuserad, målmedveten övning i en ålder då de egentligen borde fokusera på att ha kul med sin sport/musik. Med andra ord kan konsekvensen bli att barnen inte utvecklar en stark känslomässig koppling till studieområdet som kan motivera dem att fortsätta träna på egen hand när de blir äldre.
David Epstein diskuterar i The Sports Gene: Inside the Science of Extraordinary Athletic Performance genetikens roll hos elitidrottare. Han hävdar att fastän målmedveten övning och handledd övning är de säkraste sätten att förbättras går det inte att förneka den stora individuella variationen i hur mycket träning som behövs för att nå elitnivå. Denna individuella variation återfinns även bland utövare med liknande uppväxtmiljöer, vilket tyder på att det faktiskt finns genetiska variationer som gör att vissa blir experter mycket snabbare. Han hänvisar till idrottstalanger som verkar dyka upp från ingenstans och ge fantastiska prestationer över en natt, som höjdhopparen Donald Thomas. Ericsson bemöter dock Epsteins påståenden och pekar bland annat ut att de exempel på medfödd talang som ofta lyfts i sammanhanget, likt Mozart eller Donald Thomas, i princip alltid kan härledas till hård träning från låg ålder.